# فرودگاه سیسترز ایگل ایر
فرودگاه سیسترز ایگل ایر (به انگلیسی: Sisters Eagle Air Airport) یک فرودگاه همگانی است که یک باند فرود آسفالت دارد و طول باند آن ۱۰۸۲ متر است. این فرودگاه در کشور ایالات متحده آمریکا قرار دارد و در ارتفاع ۹۶۶ متری از سطح دریا واقع شده است.